# 1557 az irodalomban
Az 1557. év az irodalomban.

## Új művek
- Székely István Chronica ez világnak jeles dolgairól című világtörténete (Krakkó). „Műfaját tekintve Székely műve kronológia.”[1]

## Születések

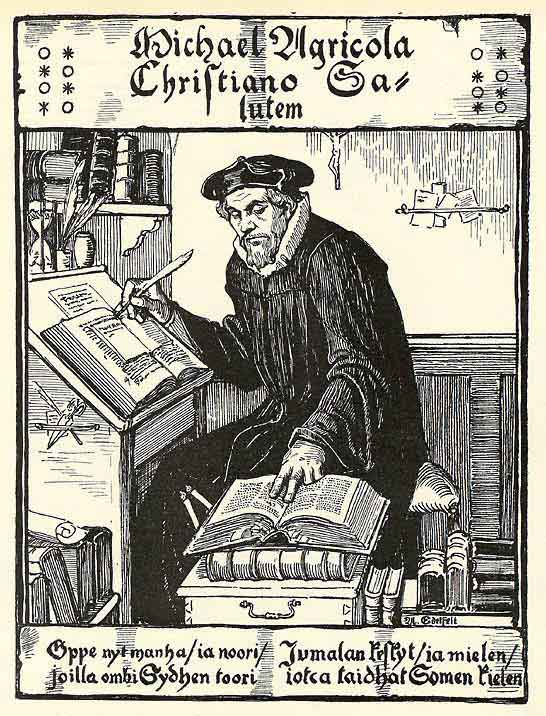
Mikael Agricola

## Halálozások
- április 9.– Mikael Agricola, a finn irodalmi nyelv megteremtője, reformátor, lelkipásztor  (* 1510 körül)
- augusztus 1.  – Olaus Magnus (Olaf Stor) svéd egyházi személy, író; fő műve (megjelent 1555-ben): Historia de Gentibus Septentrionalibus (Az északi népek története) (* 1490) október